# Грязненське лісництво
Грязненське лісництво (рос. Грязненское лесничество) — село в Козельському районі Калузької області Російської Федерації.
Населення становить 0 осіб. Входить до складу муніципального утворення Село Чернишено.

## Історія
Від 2004 року входить до складу муніципального утворення Село Чернишено.

## Населення
1. Н/Д[2]